# Eels (groupe)
Pour les articles homonymes, voir Eels.
Eels est un groupe américain de rock, originaire de Los Angeles, en Californie. Il est formé en 1995 par le chanteur, auteur, compositeur, interprète et multi-instrumentiste Mark Oliver Everett, connu sous le nom de scène E.
Les nombreux changements de membres au sein du groupe font de Mark Everett le seul membre « officiel » du groupe. Les thèmes chers à Eels sont la famille, les déceptions amoureuses ou encore la mort. Depuis 1996, le groupe a produit quinze albums studio.

## Histoire

### E en solo
En 1991, Everett signe un contrat avec Polydor et sort son premier album A Man Called E, sous le pseudonyme de E. Le single Hello Cruel World obtient un succès mineur. En 1993 sort son deuxième album Broken Toy Shop. Il rencontre la même année le batteur Jonathan « Butch » Norton. Son contrat avec Polydor ayant pris fin, le groupe est officiellement fondé lors d'une rencontre avec le bassiste Tommy Walter.

### Débuts
Mark Everett choisit des musiciens dans son entourage, en fonction de ses aspirations musicales du moment, le seul point fixe étant Jonathan « Butch » Norton (en) à la batterie. La première formation de Eels est composée de Tommy Walters à la basse, Jonathan « Butch » Norton à la batterie, ainsi que de E. Le succès international est immédiat dès la sortie du premier album, Beautiful Freak, en 1996, dont la pochette représente une fillette aux yeux démesurément écarquillés.
C'est également le premier album édité par la nouvelle maison de disques créée par Steven Spielberg, Jeffrey Katzenberg et David Geffen : SKG. À l'image du tube alternatif Novocaine for the Soul ou encore de Susan's House et Mental, les trois musiciens de Eels mélangent des sonorités éthérées avec de la pop massive et celle d'un toy piano, instrument préféré de E, employé à de nombreuses reprises dans ses albums solos (essentiellement Broken Toy Shop). La tendance est majoritairement aux ballades vaporeuses dépressives, comme Your Lucky Day in Hell, Beautiful Freak, Not Ready Yet et My Beloved Monster. Novocaine for the Soul et Susan's House sont des succès et le clip du premier sera sélectionné pour plusieurs MTV Awards.
Perçu par certains comme un produit marketing à faible espérance de vie à la sortie de son premier opus, notamment à cause de la signature du label grand public Dreamworks, Eels se révèle au fil des albums un groupe alternatif original et créatif.

### DeElectro-Shock BluesàEnd Times

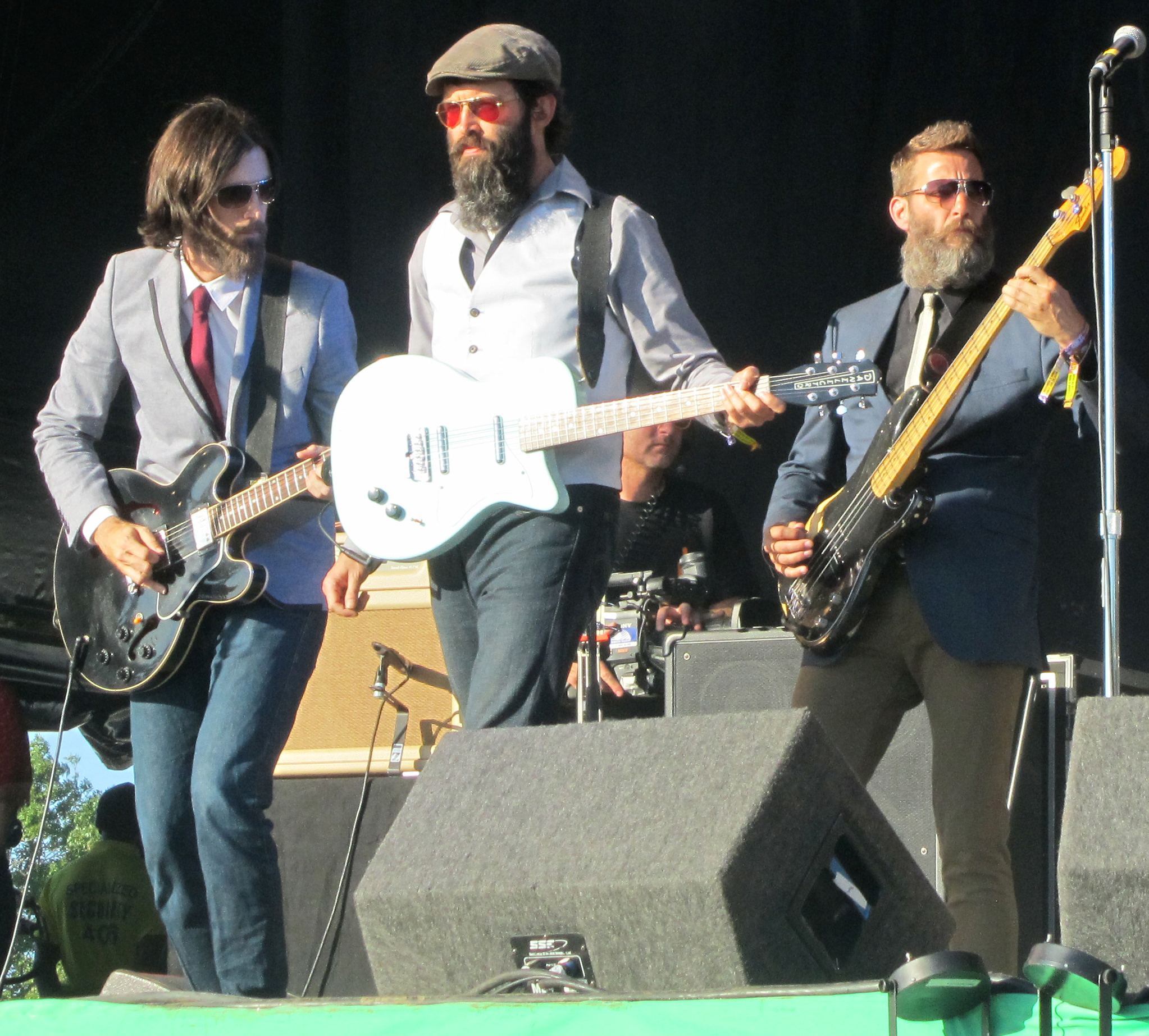
Eels en 2011 au festival de Glastonbury.

En 1997 et 1998, à la suite d'une série de drames familiaux (le suicide de sa sœur Elizabeth en 1996 et le cancer du poumon qui emporta sa mère, Nancy) Everett écrit puis enregistre Electro-Shock Blues qui évoque ces événements difficiles[réf. nécessaire]. Cet album, plus ambitieux que le précédent, est influencé par le trip-hop. La quête de sonorités nouvelles y est développée, avec des textes plus intimes qui parlent de solitude et de tristesse. Malgré un succès commercial moins affirmé, le disque séduit son public et les clips des singles Last Stop : This Town et Cancer for the Cure sont de nouveau sélectionnés pour les MTV Awards. L'album est par ailleurs considéré comme étant l'œuvre majeure de Eels.
Daisies of the Galaxy lui succède en 2000 et marque une évolution significative : les arrangements sont plus complexes et l'album plaît plus à la critique qu'au grand public. Cet album-ci est gai et aborde des thèmes beaucoup plus légers, I Like Birds en tête. La tournée qui s'ensuit implique un orchestre étoffé de six musiciens jouant une grande variété d'instruments. En 2001 sort l'album Souljacker, dont la pochette met en scène un Mark Olivier Everett transformé en rocker barbu, qui marque un changement dans sa carrière. « Je ne voulais pas vraiment durcir le son, mais surtout sonner plus rock. C’était un besoin. » Le disque déroute ses fans, mais E reste fidèle à ses idées.
En 2003 sort l'album Shootenanny! aux sonorités blues, dans lequel E apparaît plus assagi, calme et solitaire[style à revoir]. Enfin, le double album Blinking Lights and Other Revelations en 2005, salué par la critique, fait la synthèse des dernières périodes de Eels[réf. nécessaire]. La tournée qui suit voit E évoluer avec des musiciens classiques, dont quatre violons et une contrebasse, immortalisée sur l'album Eels With String Live At Town Hall ainsi que sur le DVD du même nom. Loin de l'agitation qui entoura ses débuts, Eels continue de construire une œuvre riche et prolifique dans le rock indépendant.
Après quelques années d'absence, Hombre Lobo paraît en 2009. Retour au rock, avec de la saturation sur les voix et des textes toujours sombres. En 2010 paraît End Times, avec cette fois-ci un folk omniprésent tout au long de l'album. L'album a été enregistré en grande partie sur un enregistreur à quatre pistes et est basé sur les thèmes de l'amour perdu, de la séparation et de la solitude. En 2010 paraît également Tomorrow Morning qui semble clore la trilogie commençant avec Hombre Lobo, les trois albums ayant en effet en commun les thèmes du désir, de la perte et de la rédemption.

### Nouveaux albums

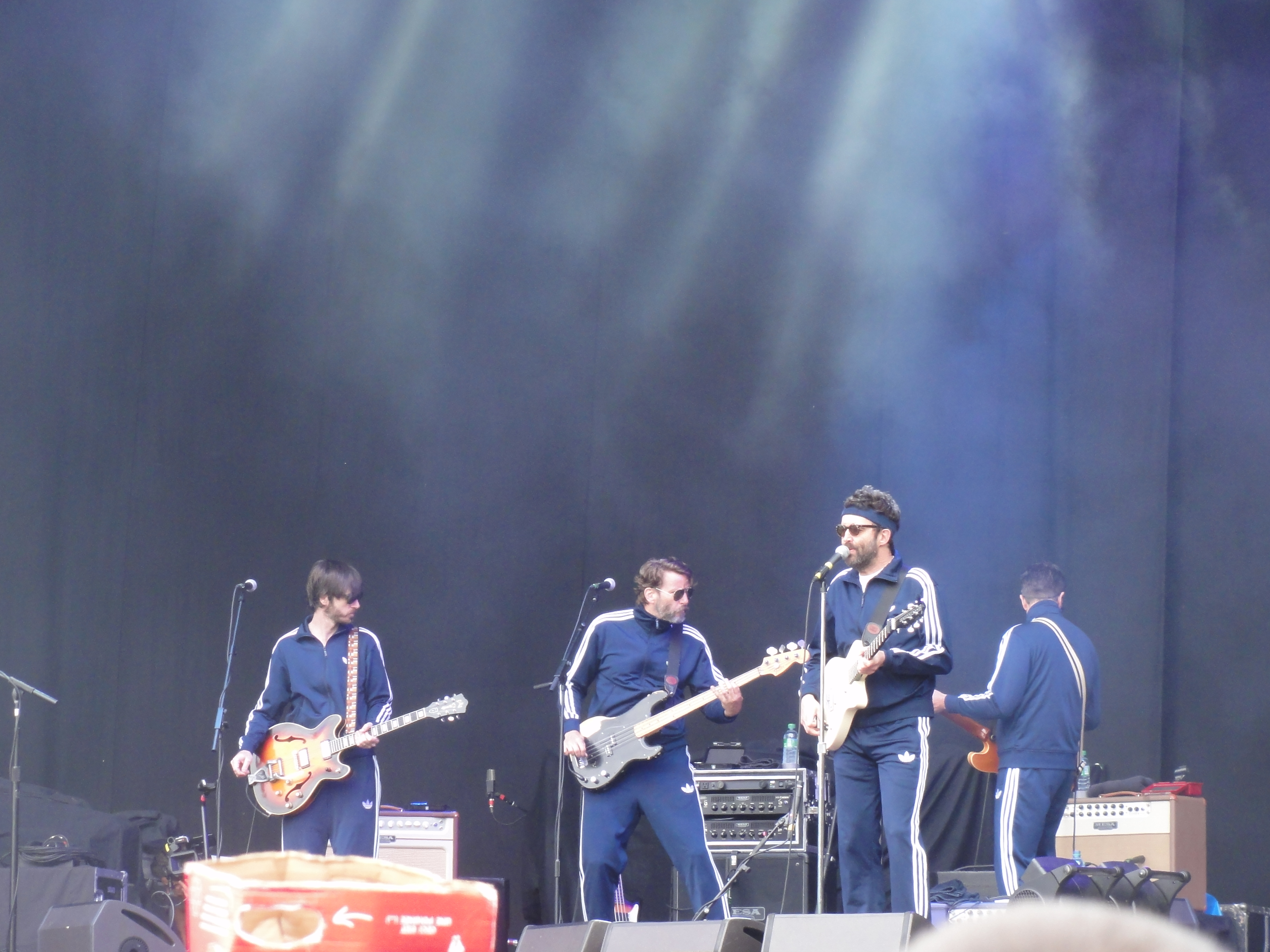
Eels en concert en 2013 au festival Rock en Seine.

En février 2013, le groupe publie son dixième album, Wonderful, Glorious. Pour la première fois, le processus de création est collectif. Le 25 mars 2013, le groupe publie un clip parodique intitulé Cold Dead Hand chez Funny or Die, avec Jim Carrey remplaçant Everett au chant. En avril 2014, Eels revient avec son onzième album The Cautionary Tales of Mark Oliver Everett au label E Works Records.
En avril 2015, le groupe publie le DVD/double album-live Live at Royal Albert Hall. Le 17 janvier 2018, Eels annonce que son douzième album studio The Deconstruction sortira le 6 avril 2018 après quatre ans sans en publier de nouveau. Eels annonce également une tournée à travers les États-Unis et l'Europe. L'album voyage à travers de nombreux styles sonores, mais les paroles traitent principalement de la reconstruction de sa vie après sa séparation et son passage en tant qu'acteur dans la série Love,.
Son 14e album studio, Extreme  Witchcraft est co-produit par John Parish (avec lequel il avait deja travaillé en 2001 sur Souljacker). Il paraît rendre une place importante aux guitares électriques. Cet album est suivi d'un concert à la Salle Pleyel à Paris le 28 janvier 2022.

## Instruments

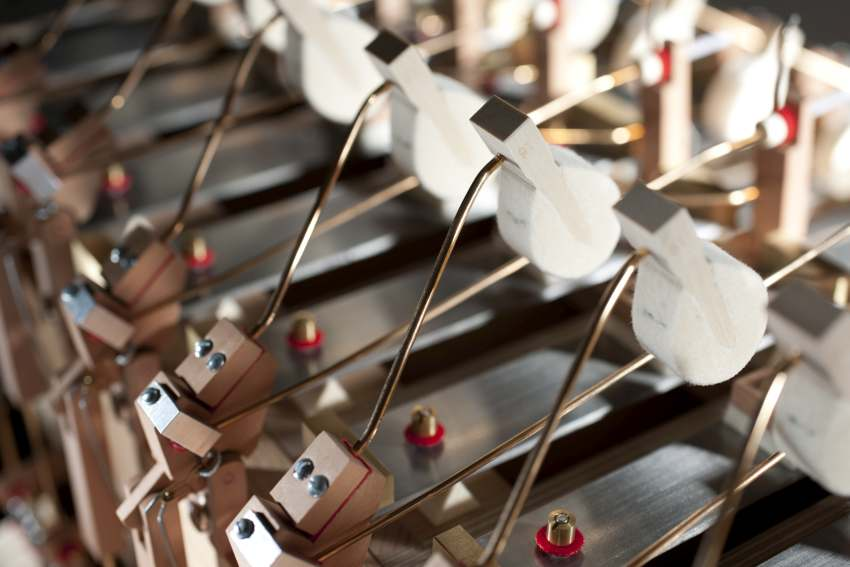
Mécanisme de célesta.

Outre sa guitare, E utilise divers instruments : piano (notamment Suicide Life), célesta (Novocaine for the Soul, Flyswatter, Trouble with Dreams), mandoline (Flower), banjo (My Beloved Monster), orgue B3 (Daisies of the Galaxy), Vox Jaguar (Hombre Lobo), mélodica (Blinking Lights and Other Revelations), claviers et basse. Sans oublier le piano électrique Wurlitzer, instrument largement utilisé sur Beautiful Freak et le clavinet (The Sound of Fear (Daisies of the Galaxy)). Sur l'album Souljacker, E joue de la guitare baryton ainsi que du mellotron. Il joue aussi de la batterie, notamment lors des concerts donnés à l'occasion des 10 ans du groupe.
L'album End Times comprend aussi de l'harmonica, de l'optigan, de l'harmonium, du Vox Continental.

## Discographie

### Albums studio
- 1996 : Beautiful Freak (Dreamworks Records)
- 1998 : Electro-Shock Blues (Dreamworks Records)
- 2000 : Daisies of the Galaxy (Dreamworks Records)
- 2001 : Souljacker (Dreamworks Records)
- 2003 : Shootenanny! (Dreamworks Records)
- 2005 : Blinking Lights and Other Revelations (Vagrant Records)
- 2009 : Hombre Lobo: 12 Songs of Desire (Vagrant Records)
- 2010 : End Times (Vagrant Records)
- 2010 : Tomorrow Morning (Vagrant Records)
- 2013 : Wonderful, Glorious (Vagrant Records)
- 2014 : The Cautionary Tales of Mark Oliver Everett (E Works Records / PIAS)
- 2018 : The Deconstruction (E Works Records / PIAS)
- 2020 : Earth to Dora (E Works Records / PIAS)
- 2022 : Extreme Witchcraft (E Works Records / PIAS)
- 2024 : Time! (E Works Records / PIAS)

### Singles
- 1997 : Novocaine for the Soul (Dreamworks)
- 1997 : Susan's House (Dreamworks)
- 1997 : Your Lucky Day in Hell (Dreamworks)
- 1998 : Last Stop: This Town (Dreamworks)
- 1998 : Cancer for the Cure (Dreamworks)
- 2000 : Mr E's Beautiful Blues (Dreamworks)
- 2000 : Flyswatter (Dreamworks)
- 2001 : Souljacker Part 1 (Dreamworks)
- 2003 : Saturday Morning (Dreamworks)
- 2005 : Hey Man (Now You're Really Living) (Universal Int'l)
- 2006 : I Want To Protect You / Climbing to the Moon (E Works)
- 2009 : My Timing Is Off / Fresh Blood (E Works / Polydor)
- 2010 : A Line In The Dirt
- 2010 : Spectacular Girl (E Works Records)
- 2010 : Baby Loves Me (E Works Records)
- 2012 : Peach Blossom (E Works Records)
- 2013 : New Alphabet (E Works Records)

### Compilations et albums live
- Oh, What a Beautiful Morning (concert, 2000, E Works)
- Electro-Shock Blues Show (concert, 1998/2002, E Works)
- B-Sides & Rarities - 1996-2003 (compilation, 2005, Dreamworks)
- Sixteen Tons (Ten Songs): 2003 KRCW Session (concert , 2005, E Works)
- Eels with Strings : Live at Town Hall (concert, 2006, Vagrant Records)
- Meet The Eels: Essential Eels, Vol.1 (1996-2006) (compilation, 2008, Universal)
- Useless Trinkets : B-Sides, Soundtracks, Rarities and Unreleased 1996-2006 (raretés, 2008, Universal)
- Tremendous Dynamite : Live in 2010+2011 [2 CD] (2013, available exclusively at The Eels 2013 World Tour Shows)
- Royal Albert Hall [2 CD + DVD] (concert, 2015)
- Eels So Good: Essential Eels, Vol.2 (2007-2020) (compilation, 2023, E Works / PIAS)

### DVD
- Eels with Strings: Live at Town Hall (concert, 2006, Image)

### Participations
- The End of Violence (1997) : Bad News
- American Beauty (1998) : Cancer For The Cure
- Folle d'elle (1998) : Not Ready Yet
- Scream 2 (1998) : Your Lucky Day In Hell
- How the Grinch Stole Christmas (2000)
- Road Trip (2000) : Mr. E's beautiful blues
- Shrek (2001) : My Beloved Monster
- Ten Minutes Older : The Trumpet (segment Twelve Miles To Trona réalisé par Wim Wenders) (2001)
- Scrubs (saison 1 - épisode 23 : Mon héros) (2002) : Fresh Feeling
- Ivresse et conséquences (2002) : A Guy Thing
- Le Casse (2003)
- Levity (2003)
- Holes (2003)
- Newport Beach (saison 1 - épisode 15 : Sur la touche) (2003) : Love of the Loveless
- Mean Creek (2004)
- Polly et moi (2004) : Mr. E's Beautiful Blues
- Shrek 2 (2004) : I Need Some Sleep
- Discovered Covered - The Late Great Daniel Johnston (2004)
- Dimension Mix (2005)
- The Big White (2005) : Last Stop:This Town, Trouble With Dreams, I Want to Protect You
- Scrubs (saison 5 - épisode 14 : Mon enfer personnel) (2006) : Living life
- Big Nothing (2006)
- Hot Fuzz (2007) : Souljacker part I
- Shrek le troisième (2007) : Royal Pain
- Chuck (saison 1 - épisode 8 : Chuck Vs The Truth) (2007) : Fresh Feeling
- Lucky Girl (2007)
- Hellboy 2 (2008): Beautiful Freak
- Yes Man (2008): The Good Old Days, The Sound of Fear, Flyswatter
- United States of Tara (2009): Souljacker Part I (saison 1 - épisode 1 : Pilot) et Flyswatter (saison 1 - épisode 2 : Aftermath)
- Stargate universe (saison 1 - épisode 17 : Pain) (2010) : Agony
- Les Petits Mouchoirs (2010) : That Look You Give That Guy
- The Switch (Une famille très moderne ; 2010) : All The Beautiful Things, Numbered Days
- Misfits (saison 2 - épisode 7 : Héros déchus - Chritmas Special) (2010) : Christmas Is Going To The Dogs
- Futurama (saison 7 - épisode 23 : Game of Tones) (2013) : Manshild